# Mark E. Petersen
Mark Edward Petersen (ur. 7 listopada 1900 w Salt Lake City, zm. 11 stycznia 1984 tamże) – amerykański przywódca religijny i dziennikarz.

## Życiorys
Urodził się w Salt Lake City, w rodzinie emigrantów przybyłych z Danii. Kształcił się w West High School, następnie podjął studia na University of Utah. W młodości roznosił gazety dla Deseret News. Służbę misyjną, w mormońskiej kulturze integralną część życiorysu młodych mężczyzn, odbył w kanadyjskiej Nowej Szkocji. Po powrocie do kraju podjął pracę w Deseret News. Jako dziennikarz związany z tym pismem zajmował się głównie tematyką kościelną, połączoną z macierzystą wspólnotą religijną. Awansował w strukturze administracyjnej tej gazety, zostając wreszcie jej szefem w 1941. W 1952 przejął kierownictwo Deseret News Publishing Company.
Posługiwał w rozlicznych powołaniach w strukturach kościelnych. Zasiadał chociażby w dwóch prezydiach palików, radzie dyrektorów Towarzystwa Genealogicznego oraz radzie zarządczej Deseret Sunday School Union. 20 kwietnia 1944 został włączony w skład Kworum Dwunastu Apostołów. Tym samym, podobnie jak inni członkowie tego gremium, był uznawany przez wiernych za proroka, widzącego i objawiciela. Znany z rozległej i bogatej aktywności pisarskiej. Pozostawił przeszło 40 publikacji książkowych, liczne broszury wykorzystywane później w aktywności misyjnej Kościoła Jezusa Chrystusa Świętych w Dniach Ostatnich, a także tysiące artykułów wstępnych dla Church News, jedynej oficjalnej publikacji prasowej poświęconej aktualnym wydarzeniom z życia Kościoła. Przedstawiciel konserwatywnych nurtów w łonie mormonizmu. Jego dzieła starają się prezentować bardzo zachowawczą wizję tak mormońskiej historii, jak i mormońskich wierzeń, niekiedy posuwając się przy tym do manipulacji, czy powielając utrwalone pośród świętych w dniach ostatnich niezgodne z prawdą opinie i przekonania.
Zmarł w rodzinnym mieście, na skutek choroby nowotworowej.